# بادپر پردم
بادپر پَردُم (نام علمی: Acrobates pygmaeus) پستانداری کیسه‌دار و ریزجثه از تیره کوتوله‌پروازان کیسه‌دار است که در کرانه شرقی استرالیا از دماغه شمالی شبه‌جزیره کیپ یورک در شمال تا جنوب شرقی استرالیای جنوبی یافت می‌شود. این جانور تنها ۸۰–۶۵ سانتی‌متر طول و ۱۴–۱۰ گرم وزن دارد و کوچکترین کیسه‌دار دارای توانایی بادپری است.
بادپر پردم از شهد گل‌ها، گرده، و بندپایان ریز تغذیه می‌کند.